# Rhododendron rufum
Rhododendron rufum är en ljungväxtart som beskrevs av Alexander Feodorowicz Batalin. Rhododendron rufum ingår i släktet rododendron, och familjen ljungväxter. Inga underarter finns listade i Catalogue of Life.

## Bildgalleri

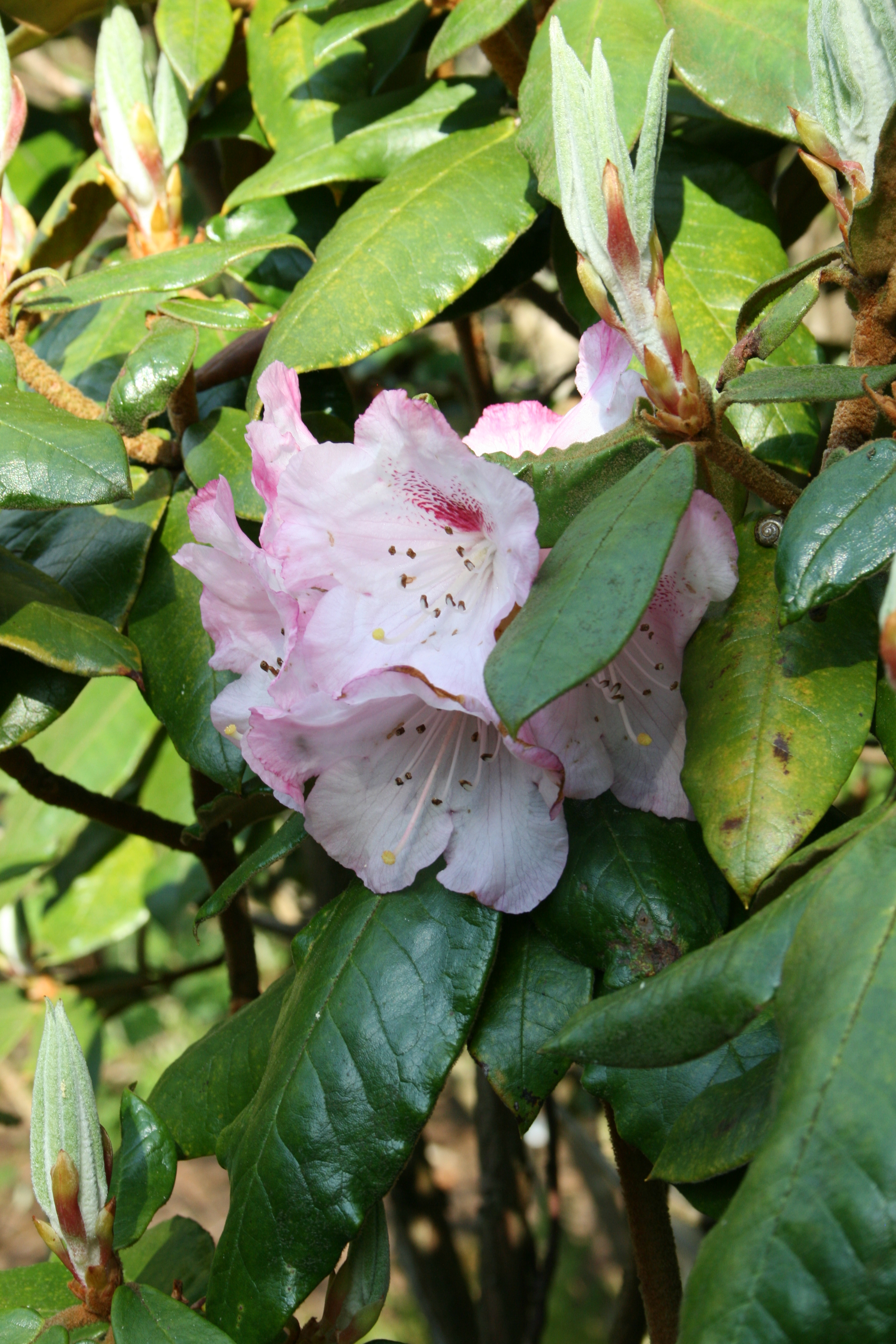